# Diêu Dặc Trọng
Diêu Dặc Trọng (tiếng Trung: 姚弋仲; bính âm: Yáo Yìzhòng, 280 - 352), là một nhân vật vào cuối thời Tây Tấn và đầu thời Thập lục quốc trong lịch sử Trung Quốc, tù trưởng người Khương tại Nam An, trước sau hàng Hán Triệu và Đông Tấn. Diêu Dặc Trọng cũng là phụ thân của Diêu Trường- hoàng đế khai quốc của nước Hậu Tần.

## Tiên thế
Diêu Dặc Trọng là đời sau của Thiêu Đương Khương (烧当羌)- một bộ lạc Khương cổ, những năm Kiến Vũ Trung Nguyên (56-57) thời Hán Quang Vũ Đế, do tổ tiên của Diêu Dặc Trọng là Điền Ngu (填虞) xâm nhiễu Đông Hán nên bị triều đình Đông Hán thảo phạt, buộc phải chạy trốn. Đến thời Thiên Na (迁那) thì nội phụ triều đình, đến thời điểm đó, được cho đến cư trú tại Xích Đình huyện thuộc Nam An quận. Diêu Dặc Trọng là cháu đời thứ năm của Thiên Na, phụ thân của ông là Kha Hồi (柯回)- giữ chức Trấn Tây tướng quân, Tây Khương đô đốc của Tào Ngụy.

## Cuộc đời ban đầu
Thời niên thiếu, Diêu Dặc Trọng được đánh giá là thông minh và dũng mãnh, quyết định khôn ngoan, hùng vũ cương nghị, không hạn chế ngành công nghiệp, thủ công nghiệp, song thu thuế để cứu tế cho nơi cần thiết, vì thế được dân chúng rất kính phục. Năm 312, tức năm thứ hai xảy ra loạn Vĩnh Gia, Diêu Dặc Trọng dẫn bộ chúng tiến về phía đông đến Du Mi (榆眉), có đến mấy vạn nhân dân Hán Hồ đi theo. Vào thời điểm này, Diêu Dặc Trọng tự xưng là 'hộ Tây Khương hiệu úy', 'Ung châu thứ sử', 'Phù Phong công'. Năm 323, sau khi hoàng đế Lưu Diệu của nước Hán Triệu tiêu diệt Trần An (陳安) ở Lũng Tây, các bộ lạc người Đê và người Khương ở khu vực Quan Lũng đều thỉnh hàng Hán Triệu. Lưu Diệu cho Diêu Dặc Trọng làm 'Bình Tây tướng quân', phong tước 'Bình Tương công'.

## Phụng sự Thạch Hổ
Năm 328, sau khi Lưu Diệu bại trận trước Thiên vương Thạch Lặc của nước Hậu Triệu, thái tử Lưu Hi đang lưu thủ Trường An đã quyết định bỏ thành, chạy đến Thượng Khuê (上邽, nay thuộc Thiên Thủy, Cam Túc), khiến vùng Quan Trung đại loạn, Hậu Triệu thừa cơ vào chiếm lấy Quan Trung. Không lâu sau, tướng Thạch Hổ của Hậu Triệu công hạ Thượng Khuê, tiêu diệt thế lực tàn dư của Hán Triệu. Diêu Dặc Trọng vì thế đã quy hàng Hậu Triệu, được Thạch Hổ tiến cử làm 'An Tây tướng quân', Lục Di tả đô đốc. Đương thời, Diêu Dặc Trọng kiến nghị với Thạch Hổ cho di dời các hào tộc Lũng Thượng, làm suy yếu thực lực của họ để tăng cường cho khu vực kinh kỳ, Thạch Hổ nghe theo.
Đến năm 333, hoàng đế Thạch Lặc của Hậu Triệu qua đời, Thạch Hổ dựa vào chức thừa tướng mà nắm giữ quyền lực triều đình rồi xưng đế. Theo lời của Diêu Dặc Trọng trước đó và lời khuyên của thủ lĩnh người Đê Bồ Hồng, Thạch Hổ bắt hào tộc Quan Trung cùng người Đê và Khương, tổng cộng 10 vạn hộ, phải dời đến thủ đô Tương Quốc (襄國, nay thuộc Hình Đài, Hà Bắc). Thạch Hổ cho Diêu Dặc Trọng làm 'Phấn Vũ tướng quân', 'Tây Khương đại đô đốc', phong tước 'Tương Bình huyện công', cho bộ chúng của ông di cư đến Thiếp Đầu (灄頭, nay là đông bắc Tảo Cường, Hà Bắc) thuộc Thanh Hà quận. Sau đó, Diêu Dặc Trọng lại được thụ chức 'thiên trì tiết', 'Thập quận Lục Di đại đô đốc', 'Quan Quân đại tướng quân'.
Năm 349, Lương Độc (梁犊) và bộ chúng của người này tiến hành binh biến, tạo thanh thế lớn, đánh bại quân Lý Nông (李农) do Thạch Hổ phái đến để thảo phạt. Bấy giờ, Thạch Hổ rất lo sợ, và đã triệu Diêu Dặc Trọng cùng Yên vương Thạch Bân (石斌) đến để phái đi thảo phạt Lương Độc. Diêu Dặc Trọng suất bộ chúng của mình gồm hơn 8.000 khinh kị đến thủ đô Nghiệp Thành (nay thuộc Lâm Chương, Hà Bắc). Khi đó, Thạch Hổ đã lâm trọng bệnh, không thể tiếp kiến ngay, thoạt đầu chỉ là thưởng tửu thực cho Diêu Dặc Trọng. Diêu Dặc Trọng tức giận và không ăn, nói: "triệu ta đi đánh giặc, đâu phải ta đến kiếm ăn! Ta không biết kim thượng tồn hay vong, nếu được thấy một lần, có chết cũng không hận". Sau khi tiếp kiến Thạch Hổ, Diêu Dặc Trọng được thụ thêm chức 'sứ trì tiết', 'thị trung', 'Chinh Tây đại tướng quân', 'tứ khải mã'. Sau đó, Diêu Dặc Trọng ngay lập tức xuất quân, quất ngựa tiến về phía nam, đại phá quân nổi dậy, trảm Lương Độc. Do có công, Diêu Dặc Trọng được ban vinh dự "kiếm lý thượng điện" (có thể mang theo kiếm khi vào thượng triều), "nhập triều bất xu" (khi vào triều không phải bước ngắn và nhanh khi gặp quan trên), được tiến phong là "Tây Bình quận công".

## Phụng sự Thạch Chi
Cùng năm, Thạch Hổ qua đời, thái tử Thạch Thế kế vị, Diêu Dặc Trọng và Bồ Hồng lúc này cũng hồi quân sau khi chinh phạt Lương Độc, cùng Bành Thành vương Thạch Tuân tương ngộ ở Lý Thành (nay thuộc Ôn, Hà Nam), cả hai cùng thuyết phục Thạch Tuân khởi binh đoạt vị. Thạch Tuân sau đó khởi binh, không lâu sau giết chết Thạch Thế và kế vị, nhường cho Nhiễm Mẫn nắm giữ binh quyền. Tuy nhiên, không lâu sau đó, Nhiễm Mẫn đã giết chết Thạch Tuân, lập Thạch Giám làm hoàng đế, song bản thân Nhiễm Mẫn kiểm soát triều đình. Tân Hưng vương Thạch Chi do đó đã liên binh với Bồ Hồng và Diêu Dặc Trọng, di hịch thảo phạt Nhiễm Mẫn. Năm sau, Nhiễm Mẫn giết chết Thạch Giám, đồng thời tru sát tông thất họ Thạch, Diêu Dặc Trọng tức khắc suất binh thảo phạt Nhiễm Mẫn, tiến quân đến Hỗn Kiều (混橋). Không lâu sau đó, Thạch Chi đăng cơ tại Tương Quốc, trở thành hoàng đế Hậu Triệu, ban cho Diêu Dặc Trọng chức 'hữu thừa tướng', phong tước 'Thân Triệu vương', đồng thời nhận được lễ đãi đặc thù.
Năm 351, Nhiễm Mẫn vây Tương Quốc, Diêu Dặc Trọng lệnh cho nhi tử là Diêu Tương suất binh cứu viện Thạch Chi, phối hợp hành động với thái úy Trương Cử (khi ấy Trương Cử đem quốc tỉ để cầu Tiền Yên cứu viện), khiển sử sang Tiền Yên cầu viện. Cuối cùng, ba quân gồm Nhữ Âm vương Thạch Côn, Diêu Tương, Tiền Yên và quân lưu thủ Tương Quốc giáp kích đánh bại quân của Nhiễm Mẫn, quân Nhiễm Mẫn triệt thoái về Nghiệp Thành. Tuy nhiên, mặc dù Diêu Tương giành được chiến thắng, song không làm được yêu cầu phải bắt được Nhiễm Mẫn của Diêu Dặc Trọng trước khi suất quân, bị phụ thân phạt đánh 100 trượng.

## Hàng Đông Tấn
Cũng trong năm 351, Thạch Chi lại bị giết, Hậu Triệu diệt vong, Diêu Dặc Trọng do đó đã khiển sứ sang Đông Tấn xin hàng, nhận được chức 'sứ trì tiết', 'Lục Di đại đô đốc', 'Giang Hoài chư quân sự', 'Xa kị đại tướng quân', 'Nghi đồng tam ti', 'Đại thiền vu', phong tước 'Cao Lăng quận công'.
Năm 352, Diêu Dặc Trọng gặp hoạn bệnh, nói với các con: "họ Thạch hậu đãi ta, ta đã tận lực trợ giúp cho họ. Nhưng nay họ Thạch đã bị diệt, Trung Nguyên vô chủ; Sau khi ta chết, các con đều phải mau chóng quy hàng triều Tấn, đồng thời phải cố giữ đạo bề tôi, không được làm những việc bất nghĩa", sau đó qua đời, hưởng thọ 73 tuổi. Người con trai thứ 5 là Diêu Tương kế tục thống lĩnh bộ chúng. Sau đó Diêu Tương bị Phù Sinh đánh bại, lĩnh cữu của Diêu Dặc Trọng bị quân của Phù Sinh đoạt được, Phù Sinh án táng Diêu Dặc Trọng theo vương lễ tại Ký huyện thuộc Thiên Thủy.
Con trai thứ 24 của Diêu Dặc Trọng là Diêu Trường sau này đã xưng đế và lập ra nước Hậu Tần, truy thụy cho Diêu Dặc Trọng là "Cảnh Nguyên hoàng đế" (景元皇帝), miếu hiệu "Thủy Tổ" (始祖), gọi mộ của ông là "Cao lăng" (高陵).

## Nhi tử
Diêu Dặc Trọng có tổng cộng 42 người con trai:
- Diêu Ích (姚益) hay Diêu Ích Sinh (姚益生), là anh trai Diêu Tương, là Diệu Vũ tướng quân của Hậu Triệu.
- Diêu Nhược (姚若), là Vũ Vệ tướng quân của Hậu Triệu.
- Diêu Tương (姚襄), con trai thứ 5, trở thành người lãnh đạo bộ chúng sau khi Diêu Dặc Trọng mất, ban đầu hàng Đông Tấn, sau phản Đông Tấn tự lập. Sau khi Hậu Tần thành lập, ông được truy phong là Ngụy Vũ Vương.
- Diêu Trường (姚萇), con trai thứ 24, sau trở thành Vũ Chiêu Đế của nước Hậu Tần
- Diêu Tự (姚緒), em trai cùng mẹ với Diêu Trường, được phong tước Tấn vương, chức quan đến thừa tướng
- Diêu Doãn Mãi (姚尹買), em trai của Diêu Trường, tử trận khi giao chiến với Tiền Tần
- Diêu Thạc Đức (姚碩德), em trai cùng mẹ của Diêu Trường, được phong tước Lũng Tây vương, chức quan đến thái tể
- Diêu Thiệu (姚紹), em tai của Diêu Trường, được phong tước Lỗ công, chức quan đến thái tể, đại tướng quân, đại đô đốc
- Diêu Tĩnh (姚靖), em trai của Diêu Trường
- Diêu Hoảng (姚晃), em trai của Diêu Trường